# Jean-Claude Meslaye
Jean-Claude Meslaye es un deportista francés que compitió en judo. Ganó una medalla de plata en el Campeonato Europeo de Judo de 1966 en la categoría de –63 kg.

## Palmarés internacional
| Campeonato Europeo | Campeonato Europeo      | Campeonato Europeo | Campeonato Europeo |
| Año                | Lugar                   | Medalla            | Categoría          |
| ------------------ | ----------------------- | ------------------ | ------------------ |
| 1966               | Luxemburgo (Luxemburgo) | Medalla de plata   | –63 kg             |